# Alex Dunne
Alexander Dunne (Offaly, Irlanda, 11 de noviembre de 2005), más conocido como Alex Dunne, es un piloto de automovilismo irlandés. Fue campeón del Campeonato de F4 Británica en 2022, y subcampeón del Campeonato de Italia de Fórmula 4 y del Campeonato GB3 en 2023. En 2024 compitió en el Campeonato de Fórmula 3 de la FIA con MP Motorsport e ingresó en el Programa de Jóvenes Pilotos de McLaren. En 2025 es piloto de Rodin Motorsport en el Campeonato de Fórmula 2 de la FIA.

## Carrera

### Inicios
Dunne comenzó en el karting a la edad de ocho años, obtenido varias victorias en competencias locales. Luego avanzaría a las competiciones nacionales en 2015, ganando las placas 'IRL' y '0' de Motorsport Ireland y también llevándose a casa el Trofeo Ironside. Ese año también haría su primera aparición competitiva fuera de Irlanda, compitiendo en la Campeonato Super 1 National Kart en el Reino Unido. 
Después de dos años de competir en las islas británicas, Dunne comenzó a competir en Europa continental en 2018. Permanecería en el karting europeo hasta 2020, y su punto culminante fue ganar la WSK Champions Cup en 2019.

### Campeonato GB3
En 2023, Dunne sería anunciado por Hitech Grand Prix para disputar el Campeonato GB3 en 2023.

## Resumen de carrera
| Temporada | Categoría                                     | Equipo                    | Carreras          | Victorias         | Poles             | VR                | Podios            | Puntos            | Pos.              |
| --------- | --------------------------------------------- | ------------------------- | ----------------- | ----------------- | ----------------- | ----------------- | ----------------- | ----------------- | ----------------- |
| 2021      | Campeonato de España de F4                    | Pinnacle Motorsport       | 9                 | 0                 | 1                 | 0                 | 1                 | 30                | 16.º              |
| 2021      | ADAC Fórmula 4                                | US Racing                 | 8                 | 0                 | 2                 | 3                 | 2                 | 76                | 8.º               |
| 2022      | Campeonato de F4 Británica                    | Hitech Grand Prix         | 27                | 11                | 11                | 11                | 17                | 412               | 1.º               |
| 2022      | Campeonato de EAU de Fórmula 4                | Hitech Grand Prix         | 20                | 2                 | 0                 | 1                 | 4                 | 168               | 6.º               |
| 2022      | Campeonato de EAU de Fórmula 4 - Ronda Trofeo | Hitech Grand Prix         | 2                 | 0                 | 1                 | 0                 | 1                 | N/A               | NC                |
| 2022      | Campeonato de Italia de Fórmula 4             | US Racing                 | 20                | 3                 | 1                 | 3                 | 11                | 258               | 2.º               |
| 2023      | Campeonato GB3                                | Hitech Pulse-Eight        | 23                | 5                 | 1                 | 8                 | 7                 | 466               | 2.º               |
| 2023      | Gran Premio de Macao                          | Hitech Pulse-Eight        | 1                 | 0                 | 0                 | 0                 | 0                 | N/A               | DNF               |
| 2024      | Campeonato de Fórmula 3 de la FIA             | MP Motorsport             | 20                | 0                 | 0                 | 0                 | 2                 | 50                | 14.º              |
| 2024      | Gran Premio de Macao                          | SJM Theodore Prema Racing | 1                 | 0                 | 0                 | 0                 | 0                 | N/A               | 6.º               |
| 2025      | Campeonato de Fórmula 2 de la FIA             | Rodin Motorsport          | Disputándose      | Disputándose      | Disputándose      | Disputándose      | Disputándose      | Disputándose      | Disputándose      |
| 2025      | Fórmula 1                                     | McLaren Formula 1 Team    | Piloto de pruebas | Piloto de pruebas | Piloto de pruebas | Piloto de pruebas | Piloto de pruebas | Piloto de pruebas | Piloto de pruebas |
| Fuente:   |                                               |                           |                   |                   |                   |                   |                   |                   |                   |

## Resultados

### ADAC Fórmula 4
| Año  | Equipo    | 1   | 1   | 1   | 2   | 2   | 2   | 3    | 3    | 3    | 4   | 4   | 4   | 5    | 5    | 5    | 6   | 6   | 6   | Pos. | Puntos |
| ---- | --------- | --- | --- | --- | --- | --- | --- | ---- | ---- | ---- | --- | --- | --- | ---- | ---- | ---- | --- | --- | --- | ---- | ------ |
| 2021 | US Racing | SPI | SPI | SPI | ZAN | ZAN | ZAN | HOC1 | HOC1 | HOC1 | SAC | SAC | SAC | HOC2 | HOC2 | HOC2 | NÜR | NÜR | NÜR | 8.º  | 76     |
| 2021 | US Racing |     |     |     |     |     |     | 2    | 2    | DNS  |     |     |     | Ret  | 4    | 4    | 4   | 15† | 8   | 8.º  | 76     |

### Campeonato de Italia de Fórmula 4
(Clave) (negrita indica pole position) (cursiva indica vuelta rápida puntuable)

| Año  | Equipo    | 1   | 1   | 1   | 2   | 2   | 2   | 3   | 3   | 3   | 4   | 4   | 4   | 5   | 5   | 5   | 5   | 6   | 6   | 6   | 7   | 7   | 7   | Pos. | Puntos |
| ---- | --------- | --- | --- | --- | --- | --- | --- | --- | --- | --- | --- | --- | --- | --- | --- | --- | --- | --- | --- | --- | --- | --- | --- | ---- | ------ |
| 2022 | US Racing | IMO | IMO | IMO | MIS | MIS | MIS | SPA | SPA | SPA | VLL | VLL | VLL | SPI | SPI | SPI | SPI | MNZ | MNZ | MNZ | MUG | MUG | MUG | 2.º  | 258    |
| 2022 | US Racing | 2   | 1   | 3   | 3   | 33† | 7   | 10  | 2   | 5   | 4   | 4   | Ret | 1   | 3   |     | 1   | 2   | 6   |     | 2   | 2   | Ret | 2.º  | 258    |

### Campeonato de Fórmula 3 de la FIA
(Clave) (negrita indica pole position) (cursiva indica vuelta rápida puntuable)

| Año  | Escudería     | 1   | 1   | 2   | 2   | 3   | 3   | 4   | 4   | 5   | 5   | 6   | 6   | 7   | 7   | 8   | 8   | 9   | 9   | 10  | 10  | Pos. | Puntos | Ref.   |
| ---- | ------------- | --- | --- | --- | --- | --- | --- | --- | --- | --- | --- | --- | --- | --- | --- | --- | --- | --- | --- | --- | --- | ---- | ------ | ------ |
| 2024 | MP Motorsport | SAK | SAK | MEL | MEL | IMO | IMO | MON | MON | BAR | BAR | SPI | SPI | SIL | SIL | BUD | BUD | SPA | SPA | MNZ | MNZ | 14.º | 50     | [ 11 ] |
| 2024 | MP Motorsport | 12  | 9   | 7   | 16  | 14  | 16  | Ret | 16  | 2   | 7   | 4   | 10  | 22  | Ret | 20  | 16  | 23  | 10  | 3   | 4   | 14.º | 50     | [ 11 ] |

### Campeonato de Fórmula 2 de la FIA
(Clave) (negrita indica pole position) (cursiva indica vuelta rápida puntuable)

| Año   | Escudería        | 1   | 1   | 2   | 2   | 3   | 3   | 4   | 4   | 5   | 5   | 6   | 6   | 7   | 7   | 8   | 8   | 9   | 9   | 10  | 10  | 11  | 11  | 12  | 12  | 13  | 13  | 14  | 14  | Pos. | Puntos | Ref.   |
| ----- | ---------------- | --- | --- | --- | --- | --- | --- | --- | --- | --- | --- | --- | --- | --- | --- | --- | --- | --- | --- | --- | --- | --- | --- | --- | --- | --- | --- | --- | --- | ---- | ------ | ------ |
| 2025* | Rodin Motorsport | MEL | MEL | SAK | SAK | YED | YED | IMO | IMO | MON | MON | BAR | BAR | SPI | SPI | SIL | SIL | SPA | SPA | BUD | BUD | MNZ | MNZ | BAK | BAK | LUS | LUS | YMC | YMC | 1.º  | 87     | [ 12 ] |
| 2025* | Rodin Motorsport | 9   | C   | 19  | 1   | 3   | 8   | 5   | 1   | 9   | Ret | 2   | 5   |     |     |     |     |     |     |     |     |     |     |     |     |     |     |     |     | 1.º  | 87     | [ 12 ] |

- * Temporada en progreso.

### Fórmula 1
(Clave) (negrita indica pole position) (cursiva indica vuelta rápida)

| Año     | Escudería              | 1   | 2   | 3   | 4   | 5   | 6   | 7   | 8   | 9   | 10  | 11     | 12  | 13  | 14  | 15  | 16  | 17  | 18  | 19  | 20  | 21  | 22  | 23  | 24  | Pos. | Puntos |
| ------- | ---------------------- | --- | --- | --- | --- | --- | --- | --- | --- | --- | --- | ------ | --- | --- | --- | --- | --- | --- | --- | --- | --- | --- | --- | --- | --- | ---- | ------ |
| 2025    | McLaren Formula 1 Team | AUS | CHN | JPN | BHR | ARA | MIA | EMI | MON | ESP | CAN | AUT TD | GBR | BEL | HUN | NED | ITA | AZE | SIN | USA | MEX | SÃO | LVG | QAT | ABU |      |        |
| Fuente: |                        |     |     |     |     |     |     |     |     |     |     |        |     |     |     |     |     |     |     |     |     |     |     |     |     |      |        |

## Vida personal
Es hijo de Noel Dunne, un expiloto de carreras que ganó la Fórmula Ford F1600 en dos ocasiones.